# Paolo Pietrangeli
Paolo Pietrangeli (Roma, 29 aprile 1945 – Roma, 22 novembre 2021) è stato un cantautore, regista, sceneggiatore e scrittore italiano.

## Biografia
Figlio del regista Antonio Pietrangeli e di Margherita Ferrone, negli anni sessanta inizia a comporre canzoni a sfondo sociopolitico, inserendosi ben presto nel filone della canzone di protesta. Dal 1966 fa parte del Nuovo Canzoniere Italiano. Alcune delle sue composizioni divengono estremamente popolari all'interno dei movimenti giovanili di sinistra a partire dalle agitazioni del 1968. Due in particolare si trasformano in veri e propri "inni", il cui successo perdurerà negli anni a seguire: Valle Giulia e, soprattutto, Contessa, entrambe incise con la seconda voce di Giovanna Marini, altra grande interprete delle canzoni di protesta.
Nel 2008 Ala Bianca pubblica Antologia, doppio Cd che racchiude buona parte della sua produzione. In tutto 48 brani, tra i quali cinque inediti: Paure. Magari no (la Commessa), La questione meridionale, Dibattito sulle sorti della sinistra e mozioni contrapposte in una notte desolata di Chianciano Terme (Sliding door), Fiore di Gaza e Addio padre madre addio (clandestino).

### Valle Giulia
Valle Giulia è ispirata dagli avvenimenti del 1º marzo 1968, quando presso la facoltà di architettura dell'università di Roma, situata in via di Valle Giulia, avviene il primo grave scontro tra gli studenti che occupano la Facoltà e le forze dell'ordine. Il ritornello della canzone, non siam scappati più, non siam scappati più, "fotografa" quel che avviene effettivamente: il primo esempio in Italia di contrapposizione diretta tra studenti e polizia.

### Contessa
La fama di Paolo Pietrangeli è però dovuta soprattutto a Contessa, vera e propria colonna sonora del 1968 italiano. Pare che Pietrangeli l'abbia scritta ispirandosi a una conversazione intercettata, in modo del tutto involontario, in un elegante caffè di Roma nel Quartiere Trieste. Contessa diviene negli anni seguenti una canzone popolare nella vera accezione del termine. E della canzone popolare riprende stile e andamento, nonché l'argomentare che propaganda il parallelismo tra lotte operaie e studentesche (una delle parole d'ordine dell'attività del movimento studentesco che infatti nel 1969 va a saldarsi con il montante autunno caldo delle proteste operaie).
L'attività cantautorale di Pietrangeli non si interrompe negli anni ed è durata per tutta la sua vita. Tra le canzoni scritte in anni successivi a Contessa, è da ricordare Il vestito di Rossini, con la trouvaille dell'aria della canzone ispirata a una cavatina di Gioachino Rossini.

### Il cinema, la televisione, la politica

Un'immagine dal set de I giorni cantati, con Pietrangeli tra Francesco Guccini e Giovanna Marini.

Sul finire degli anni sessanta, parallelamente all'attività musicale, Pietrangeli inizia a occuparsi attivamente di cinema. È aiuto regista con Mauro Bolognini de L'assoluto naturale (1969), con Luchino Visconti in Morte a Venezia (1971) e con Federico Fellini in Roma (1972). Nel 1974 è ancora aiuto regista con Paul Morrissey in due film direttamente ispirati da Andy Warhol: Flesh for Frankenstein e Blood for Dracula.
Nello stesso 1974 debutta come regista con un documentario di forte impatto politico: Bianco e Nero, un viaggio nel mondo del neofascismo e una denuncia delle collusioni tra una parte dello Stato e settori eversivi dell'estrema destra. Nel 1977 dirige Porci con le ali, tratto dall'omonimo best seller di quegli anni. Nel 1980 torna alla regia per I giorni cantati, cui partecipa come interprete anche Francesco Guccini.
Nel 1983 impersona Bobo, il personaggio creato da Staino, nel programma tv Drive In.
Negli anni successivi 'abbandona' di fatto la regia cinematografica per dedicarsi a tempo pieno alla regia televisiva e realizza sulle reti Fininvest programmi di vastissimo successo popolare come Maurizio Costanzo Show e Amici di Maria De Filippi. La sua vita si divide tra il lavoro in TV e i concerti in giro per l'Italia, dove comunque sempre privilegia spazi di intervento politico come manifestazioni popolari e realtà di base come sedi di partito e centri sociali. Il sodalizio televisivo con Maurizio Costanzo non viene incrinato neanche dall'ingresso in politica del presidente della Fininvest, Silvio Berlusconi, come leader del centro-destra nel 1994.
Pietrangeli stesso si candida alla Camera dei deputati nel 1996, con Rifondazione comunista, risultando non eletto. Nel 2001 si presenta al Senato nel collegio Roma-Tuscolano: ottiene il 5,5% dei voti e non ottiene il seggio. Nello stesso anno, con Wilma Labate e Roberto Giannarelli, dirige Genova. Per noi, un documentario dedicato alle giornate del G8 di Genova, sfociate negli scontri tra manifestanti e forze di polizia e nella morte di Carlo Giuliani.
Nel 2009 aderisce al partito Sinistra Ecologia Libertà di Nichi Vendola, mentre nel 2018 si ricandida alla Camera dei deputati con Potere al Popolo!, non venendo neanche stavolta eletto per via del mancato raggiungimento della soglia di sbarramento del 3%. 
Militante comunista per una vita, lo rimase anche fino alla morte. Nell'ultima intervista rilasciata pochi mesi prima della scomparsa a degli studenti dell'Unione Rivoluzionaria Studentesca dichiarò fieramente, alla domanda se rimanesse ancora convinto degli ideali di gioventù: "Assolutamente sì, non c’è nessun motivo per cui le contraddizioni di un mondo che non va come dovrebbe andare siano state risolte [...]". L'organo della stessa Unione lamentò poi la sua scomparsa con un numero speciale, il XXIX. 
Muore, all'età di 76 anni, il 22 novembre 2021.

## Discografia

### Album in studio
- 1969 - Mio caro padrone domani ti sparo
- 1974 - Karlmarxstrasse
- 1975 - I cavalli di Troia
- 1976 - Lo sconfronto
- 1979 - Cascami
- 1981 - Le olive come quelle che dà il bar
- 1988 - Tarzan e le sirene
- 1990 - Noi, i ragazzi del coro
- 1996 - Un animale per compagno
- 1998 - Tempo sensibile
- 2001 - C'è poco da ridere
- 2006 - Ignazio
- 2008 - Carmela (con affetto)
- 2015 - Paolo e Rita (con Rita Marcotulli)
- 2020 - Amore Amore Amore, Amore un…

### Album dal vivo
- 1994 - Canti, contesse & conti
- 2002 - Altri suoni al Tufello
- 2020 - Il Concerto (Teatro Parioli, Roma 14 maggio 1995)

### Raccolte
- 2009 - Antologia

### Singoli
- 1968 - Risoluzione dei comunardi/Il vestito di Rossini/Contessa
- 1968 - Valle Giulia/Repressione/Uguaglianza
- 1969 - Violette/E lui ballava (split con Rudi Assuntino)
- 1981 - Sul tram / La Roma
- 1986 - Orazio (con Luigi Ceccarelli)
- 1999 - Il canto di Rifondazione

## Televisione
- Maurizio Costanzo Show (Rete 4,1982-1986; Canale 5, 1986-2005, 2007-2009; Canale 5 Plus, 2005-2006)
- C'è posta per te (Canale 5, 2000-2021)
- Amici di Maria De Filippi (Italia 1, 2001-2003; Canale 5, 2002-2018)

## Filmografia

### Regista
- Bianco e nero – documentario (1975)
- Porci con le ali (1977)
- I giorni cantati (1979)
- L'addio a Enrico Berlinguer – documentario (1984)
- Preferisco Vivere – film TV (1989)
- Ovidio – serie TV (1989)
- Roma dodici novembre 1994 – cortometraggio documentaristico (1995)
- C'è posta per te - serie TV (2000)
- Genova. Per noi – documentario (2001)
- Un altro mondo è possibile – documentario (2001)
- La primavera del 2002 - L'Italia protesta, l'Italia si ferma – videodocumentario (2002)
- Ignazio – video (2006)

### Sceneggiatore
- Porci con le ali, regia di Paolo Pietrangeli (1977)
- I giorni cantati, regia di Paolo Pietrangeli (1979)
- Genova. Per noi, documentario, regia di Roberto Giannarelli, Wilma Labate, Francesco Ranieri Martinotti e Paolo Pietrangeli (2001)

### Attore
- Adua e le compagne, non accreditato, regia di Antonio Pietrangeli (1960)
- Il magnifico cornuto, non accreditato, regia di Antonio Pietrangeli (1964)
- Io la conoscevo bene, non accreditato, regia di Antonio Pietrangeli (1965)
- I giorni cantati, regia di Paolo Pietrangeli (1979)
- Quattro storie di donne – miniserie TV, 1 episodio (1989)
- Ignazio, video, regia di Paolo Pietrangeli (2006)

### Compositore
- Le train rouge, documentario, regia di Peter Ammann (1973)
- I giorni cantati, regia di Paolo Pietrangeli (1979)
- Il Generale e i Fratellini d'Italia - film TV documentaristico (2011)
- Bella Ciao, documentario, regia di Andrea Vogt (2021)

### Aiuto regista
- La bambolona, regia di Franco Giraldi (1968)
- L'assoluto naturale, regia di Mauro Bolognini (1969)
- Cuori solitari, regia di Franco Giraldi (1970)
- Morte a Venezia, regia di Luchino Visconti (1971)
- Roma, regia di Federico Fellini (1972)
- La prima notte di quiete, regia di Valerio Zurlini (1972)
- Il generale dorme in piedi, regia di Francesco Massaro (1972)
- Il mostro è in tavola... barone Frankenstein, regia di Paul Morrissey e, accreditato su alcune copie italiane per motivi economici, Antonio Margheriti (1973)
- Dracula cerca sangue di vergine... e morì di sete!!!, regia di Paul Morrissey (1974)

## Libri
- Una spremuta di vite, Navarra editore Palermo 2015
- Contessa, Arcana edizioni Roma 2018
- La pistola di Garibaldi. Il problema di Giorgio Tremagi, Biblion edizioni Milano 2019
- Tremagi e il rasoio di Occam, Todaro editore Lugano 2021